# Orsinome vethi
Orsinome vethi là một loài nhện trong họ Tetragnathidae.
Loài này thuộc chi Orsinome. Orsinome vethi được miêu tả năm 1882 bởi Hasselt.